# クリスチャン・リヴァース
クリスチャン・リヴァース（Christian Rivers）は、ニュージーランドのストーリーボードアーティスト、視覚効果スーパーバイザー、特殊効果技術者、映画監督である。

## 人物
17歳の時にピーター・ジャクソンに出会い、『ブレインデッド』以降の彼の監督作品全てでストーリーボードを担当している。また『ロード・オブ・ザ・リング/王の帰還』や『キング・コング』にカメオ出演している。2018年に初めて監督を務めた長編映画『移動都市/モータル・エンジン』が公開予定である。

## キャリア
高校卒業後にピーター・ジャクソンの『ブレインデッド』のストーリーボーディングとしてキャリアが始まる。それ以降、2012-2014年の『ホビット』三部作まででストーリーボード、特殊効果、視覚効果、スプリンター班監督としてジャクソンと仕事を続ける。『キング・コング』ではアカデミー視覚効果賞を獲得した。2015年には監督した短編映画『Feeder』が公開される。
2018年には小説『移動都市』を原作とし、ジャクソン、フラン・ウォルシュ、フィリッパ・ボウエンが脚本を執筆した監督作『移動都市/モータル・エンジン』が公開予定である。

## フィルモグラフィ
- ブレインデッド Braindead (1992) ストーリーボードアーティスト・特殊効果技師
- 乙女の祈り Heavenly Creatures (1994) ストーリーボードアーティスト
- Hercules and the Lost Kingdom (1994) 特殊効果技師
- さまよう魂たち The Frighteners (1996) ストーリーボードアーティスト
- コンタクト Contact (1997) デジタルアーティスト
- ロード・オブ・ザ・リング The Lord of the Rings: The Fellowship of the Ring (2001) 視覚効果スーパーバイザー
- ロード・オブ・ザ・リング/二つの塔 The Lord of the Rings: The Two Towers (2002) 視覚効果スーパーバイザー
- ロード・オブ・ザ・リング/王の帰還 The Lord of the Rings: The Return of the King (2003) 視覚効果スーパーバイザー
- キング・コング King Kong (2005) アニメーション監督・視覚効果スーパーバイザー
- ナルニア国物語/第1章: ライオンと魔女 The Chronicles of Narnia: The Lion, the Witch and the Wardrobe (2005) 彫刻師・デザイナー
- Diagnosis: Death (2009) 特殊効果技師・視覚効果スーパーバイザー
- ラブリーボーン The Lovely Bones (2009) 視覚効果スーパーバイザー
- 決闘の大地で The Warrior's Way (2010) 視覚効果スーパーバイザー
- ホビット 思いがけない冒険 The Hobbit: An Unexpected Journey (2012) スプリンター班監督・視覚効果スーパーバイザー
- ホビット 竜に奪われた王国 The Hobbit: The Desolation of Smaug (2013) スプリンター班監督
- ホビット 決戦のゆくえ The Hobbit: The Battle of the Five Armies (2014) スプリンター班監督
- Feeder (2015) 短編映画、監督・ストーリーボードアーティスト
- ピートと秘密の友達 Pete's Dragon (2016) 第2班監督
- 移動都市/モータル・エンジン Mortal Engines (2018) 監督
- The Dam Busters (TBA) 監督